# Waconia
La ville de Waconia (en anglais [wəˈkoʊniːə]) est située dans le comté de Carver, dans l’État du Minnesota, aux États-Unis. Sa population s’élevait à 10 697 habitants lors du recensement de 2010, estimée à 11 964 habitants en 2016.

## Source
- (en) Cet article est partiellement ou en totalité issu de l’article de Wikipédia en anglais intitulé « Waconia, Minnesota » (voir la liste des auteurs).